# Fachkraft für Personalberatung und Personalvermittlung (IHK)
Fachkraft für Personalberatung und Personalvermittlung (IHK) ist die Weiterbildungsbezeichnung für einen zertifizierten Personalberater, der eine mind. 116 Stunden umfassende Weiterbildung mit anschließender IHK-Prüfung erfolgreich abgeschlossen hat. Eine derartige Qualifizierung ist für die gewerbliche Tätigkeit zur Personalvermittlung gesetzlich nicht vorgeschrieben. Die Verbände, insbesondere der BPV, empfiehlt aber diese Fortbildung, als eines der Bausteine zur Qualitätssicherung. 

## Die Fortbildungsschwerpunkte
Der von verschiedenen Subunternehmen der anbietenden IHKs durchgeführten Seminare zur Fachkraft für Personalvermittlung richten sich an Personen, die als Personalberater / Personalvermittler- in Personalberatungsunternehmen und Zeitarbeitsunternehmen tätig sind oder werden möchten, aber auch an Mitarbeiter im Bereich Personalentwicklung, die unternehmensintern Personal beschaffen bzw. beurteilen müssen. 
Die Fortbildung ist in verschiedene Module gegliedert:

### Modul Praxis
Analyse und Einschätzung des Arbeitsmarktes sowie der Bedürfnisse von Arbeitgebern und Arbeitnehmern und deren Umsetzung in konkrete Arbeitsschritte zur Personalvermittlung. 
- Kundenwerbung / Marketing
- Anforderungsanalyse / Stellenprofil
- Möglichkeiten der Personalbeschaffung
- Outplacement
- Coaching Prozess
- Personalauswahl / Profiling
- passgenaue Vermittlung
- Betreuung des geeigneten Bewerbers und Auftraggebers
- Coaching

### Modul Recht
In diesem Ausbildungsabschnitt werden die vorgenannten aktuellen Regelungen erläutert und mit Inhalten aus weiteren Rechtsgrundlagen ergänzt.
- SGB II. und IX.
- AÜG
- Arbeits- und Tarifrecht
- BGB, insbesondere Vertragsrecht und Schuldrecht

### Modul Soziale Kompetenz
In diesem Bereich werden grundlegende Kommunikationsmodelle für Verhandlung und Profiling vermittelt:
- Bedürfnispyramide
- Verbale und Nonverbale Kommunikation
- Testverfahren
- Assessment-Center
- Grenzen der Personalberatung

## Überprüfung
Die Fortbildung endet mit einer schriftlichen IHK-Prüfung in Arbeitsrecht und der Abgabe einer Fallstudie, die von den Teilnehmern in Eigenleistung zu fertigen ist sowie einer Präsentation zu den einzelnen Modulen und der Nachweis einer regelmäßigen Teilnahme (mind. 80 % Anwesenheit).

## Qualitätssicherung
Nach einer Entscheidung des Deutschen Bundestages vom 15. März 2002 (Bundestagsdrucksachen 14/8529 und 14/8214) wurden unter der Moderation des Bundesministeriums für Wirtschaft und Arbeit unter Beteiligung der Fachverbände Qualitätsstandards für die private Personal- und Arbeitsvermittlung erarbeitet. Diese Standards wurden am 13. Dezember 2003 in Kraft gesetzt. 
Jeder Verband, der die Interessen privater Personalvermittler vertritt, aber auch private Arbeitsvermittler selbst, können diese Standards für sich verbindlich annehmen. Damit wurde die Qualitätssicherungsoffensive des Bundesverbandes Personalvermittlung, beginnend im Juni 2002, erfolgreich abgeschlossen.